# NGC 789
NGC 789 é uma galáxia espiral (Sd) localizada na direcção da constelação de Triangulum. Possui uma declinação de +32° 04' 20" e uma ascensão recta de 2 horas, 2 minutos e 26,0 segundos.
A galáxia NGC 789 foi descoberta em 24 de Agosto de 1865 por Heinrich Louis d'Arrest.